# 俄土戰爭 (1768年—1774年)
第六次俄土战争（1768-1774年）是发生在沙皇俄国和奥斯曼帝国之间的一场影响重大的战争，其主要结果是南乌克兰、北高加索地区和克里米亚从此被沙皇俄国控制。

## 战争起因
战争的起因是波兰发生什拉赫塔贵族反对斯坦尼斯瓦夫二世的动乱，后者完全依靠俄国对其军事上的支持，而奥斯曼为了削弱俄国在波兰的影响力，选择支持前者。争斗中俄国一支哥萨克骑兵团在追击波兰反叛军的过程中，越界进入了奥斯曼的巴尔塔地区（现属乌克兰），奥斯曼宣称这些俄国哥萨克骑兵在当地进行屠杀，以此为借口于1768年9月25日向俄国宣战，同时和波兰的反对俄国的势力——巴尔联盟结成同盟。另一方面俄国得到英国的支持，俄国海军中有英国派去的顾问参与了战争。奥地利原想参与奥斯曼一方的阵营对抗俄国，但当普鲁士向其展示了俄国若战胜则波兰将在俄、普、奥三方间被瓜分（此即第一次瓜分波兰）的前景后，便放弃了加入对抗俄国的战争的想法。

## 战争过程
战争一开始俄军的名将亚历山大·瓦西里耶维奇·苏沃洛夫很快轻松打败了巴尔联盟的军队，随即被调往对奥斯曼的前线，然后他在1773和1774年间多次取得大胜。在这以前俄国的另一位元帅彼得·亚历山德罗维奇·鲁缅采夫-扎杜奈斯基也已经多次打败奥斯曼军。在海上战场，俄国波罗的海舰队在阿列克谢·奥尔洛夫公爵统帅下，在地中海进展顺利，同时俄国在奥斯曼奥斯曼控制下的埃及和叙利亚策动了叛乱，并最终于1770年的切什梅海战消灭了奥斯曼海军的主力。

## 战争结果及其影响
由于战场的失利，以及克里米亚汗国在压力下宣告脱离奥斯曼的保护而独立（实际上被俄国控制，1783年被其正式吞并），退出战争，奥斯曼奥斯曼帝国最终不得已于1774年7月21日签订《库楚克开纳吉和约》，俄国得到割地赔偿和二百五十万卢布的战争赔款，同时还获得了黑海沿岸两个重要军港。尤其是其后俄国完全控制克里米亚半岛（曾属乌克兰，现处于俄罗斯的控制之下），成为其向黑海争霸以求进入地中海的重要基地。
从宏观角度看，此次战争是俄国在十八和十九世纪向西和向南两个方向扩张的一个部分。